# デスマシーン
『デスマシーン』は、1994年のイギリス映画。『ブレイド』のスティーヴン・ノリントン監督のデビュー作で、SFアクションホラー。主演はブラッド・ドゥーリフ、エリ・ポージェット。

## あらすじ
近未来のロサンゼルス、武器製造会社チャンクは秘密裏に違法な兵器開発「ハードマン計画」を続けていた。その計画は人間から記憶や恐怖心を奪い、究極の兵士に変えるというものだった。だが、そのハードマン計画は失敗続きで、社内には失敗を指摘し中止を求める声も出始める。
その計画を中止しようとする女社長ケイルに対して、もう一人のCEOであるリドリーに中止の意思はなく、兵器納入を迫られ焦る彼にとって、内情を知らずに情報公開を求める新任社長ケイルは邪魔な存在となっていく。一方、ケイルは姿も見せずに謎に包まれるこの計画のプロジェクトリーダー、ジャック・ダンテに解雇を命じるが、ダンテは密かに作っていた殺人ロボット〝デスマシーン″で社内の人間を襲い始める。そして、ケイルはライミやユタニらと協力しデスマシーンに対決を挑むこととなる。

## キャスト
※括弧内は日本語吹替（VHS版）
- ジャック・ダンテ - ブラッド・ドゥーリフ（安原義人）
- ヘイデン・ケイル - エリ・ポージェット（小山茉美）
- スコット・リドリー - リチャード・ブレイク（荒川太朗）
- ジョン・カーペンター - ウィリアム・フットキンス（藤城裕士）
- サム・ライミ - ジョン・シャリアン（大塚芳忠）
- ユタニ - マーティン・マクドゥーガル（池田秀一）
- ウェイランド - アンドリアス・ウイスニウスキー
- ディクソン保安官 - アレックス・ブルックス（小関一）
- 下級エグゼクティブ - レイチェル・ワイズ
- 下級エグゼクティブ - ロブ・フリーマン

## スタッフ
- 監督 / 脚本 - スティーヴン・ノリントン
- 製作 - ドミニク・アンシアーノ
- 撮影 - ジョン・デ・ボーマン
- 音楽 - クリスピン・マーレル
- 美術 - クリス・エドワーズ
- ミニチュアSFX - ロイ・スコット
- デジタルSFX - クリスチャン・ホーグ
- スペシャル・メイク - デーブ・エルシー
- アニメトロニクスSFX - ニック・ウィリアムス

## 備考
- 登場人物の名前の多くがオマージュで、ジョー・ダンテ、サム・ライミ、ジョン・カーペンター、リドリー・スコットなど、映画監督の名前からもじったものである。